# سیه‌نا کلی
سیه‌نا نیکول کلی (انگلیسی: Siena Nicole Kelly؛ زادهٔ ۱۹۹۶) بازیگر اهل بریتانیا است.
او به خاطر ایفای نقش در مجموعه درام کانال ۴ به نام مواد بزرگسالان (۲۰۲۰) نامزد جایزه تلویزیونی بفتا شده است. او همچنین در مجموعه تمپل (۲۰۱۹) از شبکه اسکای وان حضور داشته و در مجموعه فانتزی دومینو دِی (۲۰۲۴) از بی‌بی‌سی سه نیز بازی کرده است.

## زندگی‌نامه
کلی در منطقه کمدن در شمال لندن به دنیا آمد. او در ابتدا به عنوان رقصنده آموزش دید و در مسابقات رقص شرکت کرد. او در سال ۲۰۱۷ از مدرسه آموزشی هنرهای نمایشی (تئاتر ملی جوانان) فارغ‌التحصیل شد.

## حرفه
پس از فارغ‌التحصیلی از تئاتر ملی جوانان، کلی نخستین حضور حرفه‌ای خود را در تئاتر با بازی در نقش آیوی گرین در نمایش در شهر در تئاتر روباز ریجنتس پارک تجربه کرد. برای این اجرا، نامزد جایزه بهترین بازیگر زن در یک موزیکال در مراسم جوایز د استیج دبیو شد. همان سال، در نمایش سرود کریسمس در تئاتر اولد ویک همراه با ریس ایفانز حضور یافت.
کلی نخستین بار در تلویزیون در سال ۲۰۱۸ با بازی در نقش رودا سوارتر در مینی‌سریال اقتباسی وانیتی فیر در شبکه آی‌تی‌وی ظاهر شد. سال بعد، در مجموعه جنایی پزشکی تمپل از شبکه اسکای وان نقش میشل ویلسون را ایفا کرد. همچنین در سال ۲۰۱۹ در نمایش دیک نوجوان در تئاتر دانمار وِرهاوس بازی کرد.
در سال ۲۰۲۰، کلی در مینی‌سریال درام کانال ۴ به نام مواد بزرگسالان در نقش اِیمی دایتون بازی کرد که برای این نقش نامزد جایزه بهترین بازیگر نقش مکمل زن در جوایز تلویزیونی بفتا ۲۰۲۱ شد. همچنین در سال ۲۰۲۱ در نمایش گربه روی سقف داغ در تئاتر کرو حضور داشت.
کلی در سال ۲۰۲۲ دوباره به تئاتر دانمار وِرهاوس بازگشت و در نمایش نیروی قهریه بازی کرد، همچنین در نمایش این من نیستم در تئاتر رویال کورت حضور یافت.
او در مجموعه فانتزی شبکه بی‌بی‌سی سه به نام دومینو دِی (۲۰۲۴) در نقش شخصیت اصلی بازی کرد.